# Harpinae
Harpinae is een onderfamilie van weekdieren uit de klasse van de Gastropoda (slakken).

## Geslachten
- Austroharpa Finlay, 1931
- Harpa Röding, 1798